# Rivière du Cran Cassé
Rivière du Cran Cassé är ett vattendrag i Kanada.   Det ligger i provinsen Québec, i den östra delen av landet, 800 km nordost om huvudstaden Ottawa. Rivière du Cran Cassé ligger vid sjön Lac Autin.
Omgivningarna runt Rivière du Cran Cassé är i huvudsak ett öppet busklandskap. Trakten runt Rivière du Cran Cassé är nära nog obefolkad, med mindre än två invånare per kvadratkilometer.